# Platypalpus albiseta
Platypalpus albiseta is een vliegensoort uit de familie van de Hybotidae. De wetenschappelijke naam van de soort is voor het eerst geldig gepubliceerd in 1806 door Panzer.